# Fisher Glacier, Yukon
Fisher Glacier är en glaciär i Kanada.   Den ligger i territoriet Yukon, i den västra delen av landet, 4 300 km väster om huvudstaden Ottawa. Fisher Glacier ligger 1 040 meter över havet.
Terrängen runt Fisher Glacier är varierad. Trakten runt Fisher Glacier är nära nog obefolkad, med mindre än två invånare per kvadratkilometer.. Det finns inga samhällen i närheten.
Trakten runt Fisher Glacier är permanent täckt av is och snö.